# Contea di Panevėžys
La contea di Panevėžys (in lituano Panevėžio apskritis) è una delle dieci contee della Lituania.
Dal 1º luglio 2010 ne sono stati soppressi gli organi amministrativi, dunque la contea ha solo valore statistico-territoriale.
Sostituisce integralmente quella che una volta era la storica regione dell’Aukštaitija.

## Storia
La contea di Panevėžys viene menzionata per la prima volta come entità amministrativa dal sedicesimo secolo.

## Amministrazione

### Suddivisione amministrativa
La contea è divisa in 6 comuni. (Dati del 1º gennaio 2010)
Città:
- Comune urbano di Panevėžys (111.959)

Comuni
- Comune distrettuale di Biržai (32.116)
- Comune distrettuale di Kupiškis (22.369)
- Comune distrettuale di Panevėžys (42.449)
- Comune distrettuale di Pasvalys (31.718)
- Comune distrettuale di Rokiškis (37.815)

### Composizione etnica
|            | Censimento del 1897 | Censimento del 1923 | Censimento del 2001 | Censimento del 2011 |
| ---------- | ------------------- | ------------------- | ------------------- | ------------------- |
| Lituani    | 71,61% (159.610)    | 89,2% (106.787)     | 96,29% (288.851)    | 96,38% (241.329)    |
| Ebrei      | 12,17% (27.122)     | 4,69% (5.610)       | >1%                 | >1%                 |
| Lettoni    | 6,78% (15.103)      | 0,12% (147)         | 0,09% (271)         | 0,07% (180)         |
| Polacchi   | 6,51% (14.507)      | 3,67% (4.397)       | 0,21% (643)         | 0,2% (513)          |
| Russi      | 1,87% (4.174)       | 2,01% (2.406)       | 2,53% (7.579)       | 2,26% (5.660)       |
| Tedeschi   | 0,63% (1.411)       | 0,11% (137)         | 0,03% (81)          | 0,03% (68)          |
| Tatari     | 0,12% (271)         | >1%                 | >1%                 | >1%                 |
| Rom        | 0,04% (95)          | >1%                 | >1%                 | >1%                 |
| Kiti       | 0,26% (588)         | 0,11% (135)         | 0,34% (1.030)       | 0,61% (1.518)       |
| Bielorussi | >1%                 | 0,08% (101)         | 0,17% (501)         | 0,15% (376)         |
| Ucraini    | >1%                 | >1%                 | 0,27% (816)         | 0,24% (601)         |

## Geografia
La contea di Panevėžys è la quarta più ampia della Lituania:
- 202 km² di città e insediamenti minori;
- 145 km² di industrie e strade;
- 4822 km² di terreni agricoli;
- 2109 km² di foreste;
- 200 km² di laghi e corsi d’acqua;
- 406 km² esclusi dalle categorie precedenti.

## Turismo
La regione presenta 9 hotel e 7 centri d’accoglienza per turisti e viaggiatori. Ci sono 8 agenzie turistiche e 3 centri informativi turistici per il pubblico.

## Industria
La contea di Panevėžys produce più di 3,4 milioni di litas del PIL. Il reddito pro capite per famiglia è di 10.600 litas (circa 2.600$). La contea produce circa il 7% dei prodotti esportati. Ci sono più di un centinaio di aziende che impiegano circa 17.000 dipendenti. Nell’anno 2000, le esportazioni producevano 1,76 milioni di litas.